# فرودگاه سرکریک
فرودگاه سرکریک (به انگلیسی: Sarakreek Airstrip) یک فرودگاه همگانی است . این فرودگاه در کشور سورینام قرار دارد .